# Breitkopf & Härtel
Breitkopf & Härtel je hudební vydavatelství se sídlem ve Wiesbadenu, Paříži a Lipsku. Pod vydavatelství patří také Deutscher Verlag für Musik (Německé vydavatelství pro hudbu). V roce 2000 převzali Breitkopf & Härtel také vydavatelství Musica Rara sídlící ve francouzském Monteux. Od roku 2011 patří k této společnosti rovněž Nepomuk Verlag ze švýcarské Basileje.